# スィヌィーツャ
スィヌィーツャ（ウクライナ語：Сини́ця；意訳：「四十雀」）は、ウクライナのキーウ州オブーヒウ地区にある村。ローシ川河岸に位置する。1706年に創建された。面積は約2.7km²（2005年）。人口は378人（2005年）。